# Makpetrol
Makpetrol (macédonien : Макпетрол) est le plus grand distributeur de pétrole et de ses dérivés (essence...) de la Macédoine du Nord. La compagnie fut fondée en 1947 et s'appelait alors Jugopetrol-Skopje (macédonien : Југопетрол-Скопје) et employait 85 personnes. Après l'indépendance du pays et la disparition du système communiste, la compagnie a été profondément réformée et a achevé sa privatisation en 1998. Aujourd'hui, Makpetrol est une des plus grandes entreprises macédoniennes. Elle entre dans la composition du MBI 10, l'indice principal de la Bourse macédonienne. 
Elle possède plus d'une centaine de stations-service et son siège social se trouve à Skopje. La compagnie emploie plus de 1900 personnes et détient 70 % du marché national.